# 吉田旬吾
吉田 旬吾（よしだ じゅんご、5月4日 - ）は、群馬県出身のシンガーソングライターである。

## 概要
広瀬香美が開校、校長をつとめる「Do Dream」（現・広瀬香美音楽学校）のオーディションにて高い評価を受け、特待生としてレッスンを受けることになる。
初めて作った楽曲がレコード会社の目に止まり、2007年11月21日、TVアニメーションレンタルマギカのエンディングテーマとなった「歩いていこう。」でメジャーデビュー。
近年は音楽活動から離れ、テレビ番組用イラストや映像制作などを手掛けている。DIYを紹介するYouTubeチャンネルも開設した。

## ディスコグラフィー
1. 歩いていこう。（2007.11.21）作詞：吉田旬吾　作曲：吉田旬吾　編曲：宅見将典　
TVアニメーション『レンタルマギカ』エンディングテーマ
2. 世界よ笑え/Going（2008.5.28）
世界よ笑え：作詞：吉田旬吾　作曲：宅見将典　編曲：宅見将典
Going：作詞：吉田旬吾　作曲：吉田旬吾　編曲：宅見将典
NHKアニメーション『今日からマ王』主題歌/エンディングテーマ
3. 真っ白な願い（2008.11.26）作詞：吉田旬吾　作曲：吉田旬吾　編曲：吉田旬吾
NHKアニメーション『今日からマ王』ドラマCDエンディングテーマ
4. 大切なもの/見えない手と手（2008.12.17）
大切なもの：作詞：吉田旬吾　作曲：吉田旬吾　編曲：宅見将典
NHKアニメーション『今日からマ王』挿入歌
見えない手と手：作詞：喬林知　作曲：吉田旬吾　編曲：宅見将典

## 提供曲
清浦夏実
- パレット（2009.6.3）作詞：清浦夏実　作曲：吉田旬吾　編曲：コーコーヤ

フジテレビアニメーション『リストランテ・パラディーゾ』挿入歌
プチショート版がオリジナルサウンドトラック『musica paradiso（ムジカ･パラディーゾ）』に収録）
福山潤
- おやすみ（2009.11.26発売予定）作詞：吉田旬吾　作曲：吉田旬吾　編曲：吉田旬吾

浪漫的世界（ロマンティックワールド）31 / flying DOG 収録